# Terry Moore (piłkarz)
Terry Moore, właśc. Terence Moore (ur. 2 czerwca 1958 w Moncton) – kanadyjski piłkarz występujący podczas kariery na pozycji obrońcy.

## Kariera klubowa
Karierę piłkarską Terry Moore rozpoczął w Irlandii Północnej (gdzie wyemigrował jako dziecko) w klubie Larne F.C. Później występował jeszcze w Glentoranie Belfast, nim wyjechał do USA do ligi NASL. W latach 1980–1985 występował kolejno w San Diego Sockers, Tampa Bay Rowdies i Tulsa Roughnecks.
Z Tulsa Roughnecks zdobył mistrzostwo NASL w 1984. W 1985 powrócił do Irlandii Północnej do Glentoranu Belfast i występował latach 1985–1992. Z Glentoranem dwukrotnie zdobył mistrzostwo Irlandii Północnej w 1988 i 1992 i czterokrotnie Irish Cup w 1986, 1987, 1988 i 1990.

## Kariera reprezentacyjna
W reprezentacji Kanady Terry Moore zadebiutował 19 czerwca 1983 roku w przegranym 0-2 towarzyskim meczu ze Szkocją w Toronto. W 1984 uczestniczył w Igrzyskach Olimpijskich. Na turnieju w Los Angeles wystąpił we wszystkich czterech meczach Jugosławią, Irakiem, Kamerunem i w ćwierćfinale z Brazylią.
W 1985 uczestniczył w zakończonych pierwszym, historycznym awansem eliminacjach Mistrzostwa Świata 1986. Rok później roku został powołany przez selekcjonera Tony’ego Waitersa do kadry na Mistrzostwa Świata. Tam był rezerwowym zawodnikiem i nie wystąpił w żadnym meczu. Ostatni raz w reprezentacji Moore wystąpił 24 maja 1986 w przegranym 0-1 meczu z Anglią w Burnaby. W latach 1983–1986 rozegrał w kadrze narodowej 11 meczów.

## Po zakończeniu kariery
Po zakończeniu kariery piłkarskiej zamieszkał w Belfaście. Pracował jako policjant.